# Macra na Feirme
Macra na Feirme (traducido del gaélico como Pilares de la tierra), es una organización de voluntariado joven rural fundada en 1944 por Stephen Cullinan, maestro rural.
El objetivo original de la organización era dar una formación adecuada a jóvenes para poder gestionar sus propias granjas , así como crear una base para el desarrollo rural comunitario basado en la comunidad, la socialización de recursos y el trabajo coordinado.
Desde su fundación han pasado por ella cerca de 250.000 jóvenes.
Actualmente, Macra na Feirme tiene unos dos mil asociados en Irlanda, de los cuales la tercera parte están relacionados con granjas. Un 40% del total son mujeres. Se trata de una organización democrática con representación a nivel local, regional y nacional.